# 斑鳍弯线鳚
斑鳍弯线鳚（学名：Helcogramma trigloides），是三鳍鳚科弯线鳚属一种，分布于太平洋西部海域。本种由荷兰学者彼得·布莱克尔于1858年描述发表。模式产地为印度尼西亚勿里洞岛西。

## 形态特征
背鳍Ⅲ，ⅩⅢ—ⅩⅣ，10。臀鳍Ⅰ，18。侧线具有24枚孔鳞。颏部感觉孔3+3+3。眼眶上缘皮膜小，呈半圆形。鼻瓣膜细长。第1背鳍的高度低于第2背鳍。身体呈黑绿色，有模糊的黑色条纹。雄性头部下半部分眼睛下方为黑色，具有一条从嘴角延伸到鳃盖前的蓝白色线。胸鳍基部有黄色斑点和蓝白色斑点；胸鳍下部基部和腹鳍基部有一红色斑点。所有鳍皆为灰色至黑色。